# UFC 317 : Topuria contre Oliveira
UFC 317 : Topuria vs. Oliveira est un événement d'arts martiaux mixtes produit par l'Ultimate Fighting Championship qui a eu lieu le 28 juin 2025, à la T-Mobile Arena de Paradise, Nevada, dans la vallée de Las Vegas, aux États-Unis.

## Contexte
L'événement s'est tenu pendant la semaine annuelle de combat international de l'UFC. La cérémonie d'intronisation au Temple de la renommée de l'UFC 2025 s'est déroulée au cours de la semaine.
Un combat pour le titre vacant du championnat des poids légers de l'UFC entre l'ancien champion des poids plumes de l'UFC Ilia Topuria et l'ancien champion Charles Oliveira a été la tête d'affiche de l'événement. Le champion actuel Islam Makhachev a abandonné son titre afin de se battre pour le championnat des poids welters de l'UFC . Topuria lui-même a abandonné son titre de poids plume en avril afin de passer en poids léger. Arman Tsarukyan (qui devait auparavant se battre pour le titre à l'UFC 311 mais s'est retiré un jour avant l'événement en raison d'une blessure) a servi de remplaçant potentiel pour ce combat.
Un combat pour le championnat des poids mouches de l'UFC entre le champion actuel Alexandre Pantoja et l'ancien challenger du titre intérimaire Kai Kara-France a été l'événement co-principal. La rumeur disait initialement que le combat aurait lieu à l'UFC 314 et à l'UFC 316, mais les réservations n'ont jamais été confirmées,. Le duo s'est déjà rencontré lors d'un match d'exhibition en quarts de finale de The Ultimate Fighter: Tournament of Champions en novembre 2016, lorsque Pantoja avait remporté le combat en deux rounds par décision unanime.
Un combat de poids mouche entre l'ancien challenger du championnat poids mouche de l'UFC (également ancien champion poids mouche de la LFA ) Brandon Royval et l'ancien champion poids coq du RIZIN Manel Kape était prévu lors de cet événement. Ils devaient initialement être en tête d'affiche de la Soirée de combat UFC : Kape contre Almabayev dans un combat éliminatoire pour le titre, mais Royval avait dû se retirer en raison de multiples commotions cérébrales. À son tour, Kape s'est retiré le 9 juin 2025 en raison d'une fracture du pied et a été remplacé par Joshua Van.
Un combat de poids légers entre Beneil Dariush et l'ancien challenger au titre Renato Moicano a eu lieu au cours de cet événement. Ils étaient initialement censés concourir à l'UFC 311, mais Moicano a fini par défier Makhachev pour le titre lors de l'événement principal dans un court délai.
Un combat de poids lourds entre Justin Tafa et Jhonata Diniz était prévu pour cet événement. Cependant, Tafa s'est retiré du combat pour des raisons inconnues et a été remplacé par le nouveau venu promotionnel Alvin Hines.
Un combat de poids moyen entre l'ancien challenger du championnat des poids moyens de l'UFC Paulo Costa et Roman Kopylov était prévu pour cet événement. Cependant, pour des raisons inconnues, le combat a été déplacé à l'UFC 318 : Holloway contre Poirier 3.
Sedriques Dumas devait affronter le nouveau venu invaincu de la promotion Jackson McVey lors de cet événement dans un combat de poids moyen. Cependant, Dumas s'est retiré pour des raisons inconnues et a été remplacé par un autre nouveau venu invaincu Christopher Ewert. Ewert ne s'est pas présenté à la pesée (il était en surpoids de 10 livres) et a été renvoyé le jour même, ce qui a entraîné l'annulation du combat.

## Résultats
| Carte de combats                                  | Carte de combats      | Carte de combats | Carte de combats     | Carte de combats                         | Carte de combats | Carte de combats | Carte de combats |
| Catégorie                                         |                       |                  |                      | Méthode                                  | Round            | Chrono.          | Notes            |
| ------------------------------------------------- | --------------------- | ---------------- | -------------------- | ---------------------------------------- | ---------------- | ---------------- | ---------------- |
| Poids Légers                                      | Ilia Topuria          | déf.             | Charles Oliveira     | KO (coup de poing)                       | 1                | 2:27             | 1.               |
| Poids Mouches                                     | Alexandre Pantoja (c) | déf.             | Kai Kara-France      | Soumission (étranglement rear-naked)     | 3                | 1:55             | 2.               |
| Poids Mouches                                     | Joshua Van            | déf.             | Brandon Royval       | Décision (unanime) (29–28, 29–28, 30–27) | 3                | 5:00             |                  |
| Poids Légers                                      | Beneil Dariush        | déf.             | Renato Moicano       | Décision (unanime) (29–28, 29–28, 29–28) | 3                | 5:00             |                  |
| Poids Coq                                         | Payton Talbott        | déf.             | Felipe Lima          | Décision (unanime) (29–28, 29–28, 29–28) | 3                | 5:00             |                  |
| Carte préliminaire (ESPN/ESPN+/Disney+)           |                       |                  |                      |                                          |                  |                  |                  |
| Poids Moyens                                      | Gregory Rodrigues     | déf.             | Jack Hermansson      | KO (coups de poing)                      | 1                | 4:21             |                  |
| Poids Plumes                                      | Jose Miguel Delgado   | déf.             | Hyder Amil           | KO (genou et coudes)                     | 1                | 0:26             |                  |
| Poids Mouches Femmes                              | Tracy Cortez          | déf.             | Viviane Araújo       | Décision (unanime) (30–27, 30–27, 30–27) | 3                | 5:00             |                  |
| Poids Légers                                      | Terrance McKinney     | déf.             | Viacheslav Borshchev | Soumission (étranglement guillotine)     | 1                | 0:55             |                  |
| Carte préliminaire (ESPN+/Disney+/UFC Fight Pass) |                       |                  |                      |                                          |                  |                  |                  |
| Poids Welter                                      | Jacobe Smith          | déf.             | Niko Price           | Soumission (étranglement rear-naked)     | 2                | 4:03             |                  |
| Poids Lourds                                      | Jhonata Diniz         | déf.             | Alvin Hines          | Décision (unanime) (29–28, 29–28, 29–28) | 3                | 5:00             |                  |

1. ^ Pour le titre vacant UFC poids légers.
2. ^ Pour le championnat UFC poids mouches

## Récompenses Bonus
Les combattants ci-dessous ont reçu chacun un bonus de 50 000 $ :
- Combat de la soirée : Joshua Van contre Brandon Royval
- Performance de la soirée : Ilia Topuria et Gregory Rodrigues